# Bliestorf
Bliestorf est une commune allemande du Schleswig-Holstein, située dans l'arrondissement du duché de Lauenbourg (Kreis Herzogtum Lauenburg), à douze kilomètres au sud-ouest de la ville de Lübeck. Bliestorf est l'une des onze communes de l'Amt Berkenthin dont le siège est à Berkenthin.